# Montleban
Montleban (wa. Mont-l'-Ban) – dzielnica (section) gminy Gouvy w Belgii, w Regionie Walońskim, w prowincji Luksemburg, w okręgu Bastogne. 1 stycznia 2020 roku liczyła 649 mieszkańców. Do 31 grudnia 1976 r. samodzielna gmina. 

## Demografia
Liczba mieszkańców, stan na 1 stycznia:
| Rok                | 1930 | 1947 | 1961 | 2020 |
| ------------------ | ---- | ---- | ---- | ---- |
| Liczba mieszkańców | 806  | 633  | 507  | 649  |